# Welsh Cup 2017-2018
La Coppa del Galles 2017-2018 è stata la 131ª edizione della manifestazione. La competizione è iniziata il 19 agosto 2017 con i primi due turni di qualificazione e si conclude a maggio del 2018 con la finale. Il Bala Town era la squadra campione in carica. Il Connah's Q.N. ha vinto il trofeo per la prima volta nella sua storia.

## Primo turno
| Squadra 1            | Risultato       | Squadra 2               |
| -------------------- | --------------- | ----------------------- |
| 6 ottobre 2017       |                 |                         |
| Aberdare Town        | 0 – 0 (2-3 dtr) | Ammanford               |
| 7 ottobre 2017       |                 |                         |
| Caersws              | -               | Prestatyn Sports        |
| Conwy Borough        | 5 – 1           | Bodedern                |
| Aberbargoed Buds     | 2 – 0           | Port Talbot Town        |
| STM Sports           | 5 – 2           | Afan Lido               |
| Llandudno Albion     | 3 – 2           | Rhyl                    |
| Cardiff Draconians   | 1 – 2           | Ton Pentre              |
| Carno                | 0 – 4           | Gresford Athletic       |
| Bridgend Street      | 4 – 3           | Machen                  |
| Briton Ferry         | 3 – 1           | Goytre Utd              |
| Llanrhaeadr          | 3 – 0           | Queens Park             |
| Caerau (Ely)         | 0 – 1           | Cwmbran Celtic          |
| Abergavenny Town     | 1 – 3           | Panteg                  |
| Aberaeron            | 1 – 6           | Llanelli Town           |
| Monmouth Town        | 4 – 1           | Ynysygerwn              |
| Flint Town Utd       | 3 – 0           | Llanfair United         |
| Cardiff Corinthians  | 0 – 3           | Penydarren BGC          |
| Abermule             | 0 – 4           | Berriew                 |
| Saltney Town         | 6 – 0           | Llanrwst United         |
| Caerphilly Athletic  | 4 – 1           | Carmarthen Stars        |
| Caernarfon Town      | 5 – 1           | Lex XI                  |
| Llantwit Major       | 3 – 2           | Taff's Well             |
| Meliden              | 0 – 4           | Ruthin Town             |
| Pontyclun            | 0 – 0 (7-8 dtr) | Pencoed Athletetic      |
| Holywell Town        | 3 – 0           | Corwen                  |
| Penybont             | 1 – 0 (dts)     | Undy Athletic           |
| Airbus UK Broughton  | 3 – 0           | Bow Street              |
| Caldicot Town        | 2 – 3           | Goytre                  |
| Porthmadog           | 3 – 0           | Penyffordd              |
| Garden Village       | 3 – 4           | Penrhyncoch             |
| Brickfield Rangers   | 1 – 0           | Chirk A.A.A.            |
| Pontypridd           | 2 – 1 (dts)     | Cambrian & Clydach Vale |
| Llay Welfare         | 1 – 0           | Llanrug United          |
| Gaerwen              | 1 – 3           | Llandudno Junction      |
| Haverfordwest County | 2 – 1           | Croesyceiliog           |
| Guilsfield           | 4 – 0           | Mold Alexandra          |
| Cwmamman United      | 3 – 1           | Rhayader Town           |
| Denbigh Town         | 4 – 3 (dts)     | Holyhead Hotspur        |
| Buckley Town         | 2 – 1           | Llanidloes Town         |
| Mochdre Sports       | 1 – 1 (4-6 dtr) | Penley                  |

## Secondo turno
| Squadra 1            | Risultato       | Squadra 2        |
| -------------------- | --------------- | ---------------- |
| 4 novembre 2017      |                 |                  |
| Cwmamman United      | 3 – 0           | Bridgend Street  |
| Penydarren BGC       | 2 – 1           | STM Sports       |
| Pencoed Athletetic   | 1 – 3           | Pontypridd       |
| Caerphilly Athletic  | 2 – 4           | Penrhyncoch      |
| Ammanford            | 1 – 1 (4-3 dtr) | Llantwit Major   |
| Cwmbran Celtic       | 2 – 1           | Llanelli Town    |
| Llandudno Junction   | 3 – 2 (dts)     | Denbigh Town     |
| Goytre               | 2 – 1           | Briton Ferry     |
| Haverfordwest County | 2 – 0           | Aberbargoed Buds |
| Penybont             | 2 – 1           | Monmouth Town    |
| Ton Pentre           | 1 – 2           | Panteg           |
| Llay Welfare         | 1 – 3           | Flint Town Utd   |
| Airbus UK Broughton  | 4 – 0           | Saltney Town     |
| Holywell Town        | 2 – 3           | Guilsfield       |
| Brickfield Rangers   | 2 – 4           | Ruthin Town      |
| Gresford Athletic    | 5 – 1           | Conwy Borough    |
| Penley               | 0 – 10          | Porthmadog       |
| Buckley Town         | 2 – 1           | Llandudno Albion |
| Caernarfon Town      | 4 – 1           | Berriew          |
| Caersws              | 1 – 2           | Llanrhaeadr      |

## Terzo turno
| Squadra 1           | Risultato | Squadra 2                       |
| ------------------- | --------- | ------------------------------- |
| 1º dicembre 2017    |           |                                 |
| The New Saints      | 6 – 0     | Penrhyncoch                     |
| 2 dicembre 2017     |           |                                 |
| Llandudno Junction  | 0 – 4     | Penydarren BGC                  |
| Pontypridd          | 3 – 1     | Haverfordwest County            |
| Ammanford           | 2 – 3     | Carmarthen Town                 |
| Buckley Town        | 0 – 1     | Flint Town Utd                  |
| Penybont            | 1 – 3     | Cardiff Metropolitan University |
| Llandudno           | 4 – 0     | Gresford Athletic               |
| Bangor City         | 4 – 3     | Cwmamman United                 |
| Aberystwyth Town    | 4 – 0     | Bala Town                       |
| Prestatyn Town      | 0 – 3     | Ruthin Town                     |
| Newtown             | 2 – 0     | Guilsfield                      |
| Llanrhaeadr         | 3 – 2     | Cefn Druids                     |
| Connah's Q.N.       | 3 – 0     | Cwmbran Celtic                  |
| Porthmadog          | 7 – 2     | Panteg                          |
| Airbus UK Broughton | 3 – 2     | Goytre                          |
| 3 dicembre 2017     |           |                                 |
| Caernarfon Town     | 2 – 0     | Barry Town Utd                  |

## Quarto turno
| Squadra 1                       | Risultato       | Squadra 2        |
| ------------------------------- | --------------- | ---------------- |
| 26 gennaio 2018                 |                 |                  |
| Caernarfon Town                 | 1 – 3           | The New Saints   |
| 27 gennaio 2018                 |                 |                  |
| Llanrhaeadr                     | 2 – 3           | Bangor City      |
| Pontypridd                      | 1 – 2           | Penydarren BGC   |
| Connah's Q.N.                   | 3 – 1           | Porthmadog       |
| Cardiff Metropolitan University | 0 – 1           | Aberystwyth Town |
| Airbus UK Broughton             | 1 – 4           | Carmarthen Town  |
| Flint Town Utd                  | 2 – 2 (3-4 dcr) | Newtown          |
| Llandudno                       | 4 – 3 (dts)     | Ruthin Town      |

## Quarti di finale
| Squadra 1       | Risultato | Squadra 2        |
| --------------- | --------- | ---------------- |
| 4 marzo 2018    |           |                  |
| Bangor City     | 7 – 0     | Penydarren BGC   |
| 6 marzo 2018    |           |                  |
| Connah's Q.N.   | 2 – 1     | The New Saints   |
| Carmarthen Town | 1 – 3     | Aberystwyth Town |
| Llandudno       | 0 – 2     | Newtown          |

## Semifinali
| Squadra 1     | Risultato | Squadra 2        |
| ------------- | --------- | ---------------- |
| 7 aprile 2018 |           |                  |
| Connah's Q.N. | 6 – 1     | Bangor City      |
| 8 aprile 2018 |           |                  |
| Newtown       | 1 – 2     | Aberystwyth Town |

## Finale
| Arbitro: | Griffith |

|            |           |                                     |
| Wade 45+2’ | Marcatori | 23’ Bakare 26’, 41’ Wilde 90’ Owens |